# Carta Caritatis
La Carta Caritatis (en français : Charte de charité et d’unanimité) est un bref document latin du XIIe siècle qui est fondateur de l’ordre de Cîteaux, en ce sens qu’il définit l’organisation interne et la forme de gouvernement que l’Ordre cistercien s’est donné. L’auteur en est le troisième abbé de Cîteaux, Etienne Harding. Ce texte constitutionnel est encore au XXIe siècle le document de référence pour l'organisation de l’Ordre cistercien. Elle ne remplace pas la règle de saint Benoît mais la supplée en ce qui concerne l'organisation interne de l'Ordre cistercien.

## Origine et objectif
Robert de Molesme est le fondateur de l’abbaye de Cîteaux en 1098. Il est cependant rappelé dans son ancien monastère de Molesme vers 1100. Albéric, son successeur, établit les normes et la régularité de la vie monastique à Cîteaux.
Avec le début de l’essaimage (premières fondations en 1113 et 1114), Etienne Harding, abbé de Cîteaux depuis 1108, met au point ce texte, la Carta Caritatis, qui règle les relations entre les abbayes de l’ordre monastique qui s’organise progressivement.
La Charte de charité cistercienne constitue le texte fondamental de l’Ordre de Cîteaux, régissant les liens de charité et d'entraide entre chaque abbaye. Il indique que le pouvoir revient en fin de compte au Chapitre général qui se réunit chaque année. Placés sous la présidence de l’abbé de Cîteaux, les abbés des autres maisons conviennent de la conduite des affaires de l’ordre cistercien.
Sa première rédaction remonte au tout début du XIIe siècle à Étienne Harding, 3e abbé de Cîteaux, qui s’était appuyé sur la Règle de saint Benoît. Si une première difficulté d’interprétation intervint en 1215, la première querelle naît en 1262 entre Jacques II abbé de Cîteaux et les abbés des 4 principales abbayes-filles, à savoir La Ferté, Pontigny, Clairvaux et Morimond .
Par sa bulle Parvus Fons de 1265, dite « Clémentine », devenue depuis partie intégrante des constitutions de Cîteaux, le pape Clément IV cherche à établir un équilibre entre les abbayes. Il prend donc deux dispositions principales :
- l’abbé de Cîteaux sera désormais élu par les seuls moines de Cîteaux ;
- le nombre (désormais 25) et le rôle des Définiteurs, une sorte de Sénat de « conseilleurs permanents » au service de l’abbé général et du chapitre général, est précisé, permettant ainsi de disposer de meilleures garanties de délibération.

La bulle prend quelques autres dispositions plus mineures.
La situation difficile de l’Empire latin de Constantinople favorise le commerce et la dispersion de reliques au XIIIe siècle, et c'est ainsi que par divers intermédiaires, l'abbaye de Cîteaux reçoit en cadeau en 1263 une relique de saint Jean-Baptiste.

## Le document

### Contenu
Le bref document, fondé sur la règle de saint Benoît, est constitué de trente articles (ou « statuts ») qui structurent de façon organique les relations entre les abbayes affiliées à l’ordre de Cîteaux. C’est-à-dire :
- Le soutien et service mutuel entre les abbayes, au matériel comme au spirituel (charité et unanimité).
- Le système de filiation entre les abbayes-mères (abbayes fondatrices) et abbayes-filles (abbayes fondées).
- Le chapitre général rassemblant annuellement tous les abbés de l’ordre ; sa régularité annuelle (aux environs de la fête de la Sainte-Croix ; 14 septembre). L’abbé de Cîteaux préside le chapitre général qui est cependant la tête effective de l’ordre.
- Le système de visite annuelle que les abbés doivent faire aux abbayes fondées par leur propre abbaye.
- Cîteaux, abbaye-mère de toutes les autres, doit également être soumise à la visite annuelle (par les abbés des quatre premières fondations).

### Élaboration
Un premier texte de 1114 (quelques articles) est discuté avec les abbés des premières fondations (La Ferté et Pontigny). Il est révisé et amplifié par les chapitres généraux de 1115 à 1119 (auxquels participent déjà douze abbés).
Le texte de 1119 qui est appelé Carta caritatis (prior) est approuvé par le pape Calixte II le 23 décembre 1119, lors de son passage à Saulieu (bref Ad hoc in apostolici).

## Histoire
À la demande du chapitre général de 1151 la Carta caritatis est confirmée à nouveau par le pape Eugène III, lui-même moine cistercien (et disciple de Saint Bernard), en 1152. L’ordre entreprend ensuite d'arrêter un nouveau texte définitif incorporant les statuts promulgués après la mort d'Etienne Harding. C’est la Carta Caritatis (posterior), qui a encore aujourd’hui force de Constitution pour l’ordre cistercien.